# Malgassophlebia westfalli
Malgassophlebia westfalli är en trollsländeart som beskrevs av Legrand 1986. Malgassophlebia westfalli ingår i släktet Malgassophlebia och familjen segeltrollsländor. IUCN kategoriserar arten globalt som otillräckligt studerad. Inga underarter finns listade i Catalogue of Life.